# Eguilaz
Eguilaz en espagnol ou Egilatz en basque est une commune ou une contrée appartenant à la municipalité de San Millán-Donemiliaga dans la province d'Alava, située dans la Communauté autonome basque en Espagne.